# Sclerolobium melinonii
Sclerolobium melinonii är en ärtväxtart som beskrevs av Hermann August Theodor Harms. Sclerolobium melinonii ingår i släktet Sclerolobium och familjen ärtväxter. Inga underarter finns listade i Catalogue of Life.